# Monsilienburg
Als Monsilienburg werden die Wallanlagen bezeichnet, die sich auf der Hälfte zwischen Beverstedt und dem Ortsteil Wellen in einem Waldstück befinden. Der Geestrücken, auf dem die Monsilienburg steht, wird auf der einen Seite von der Lune umflossen.

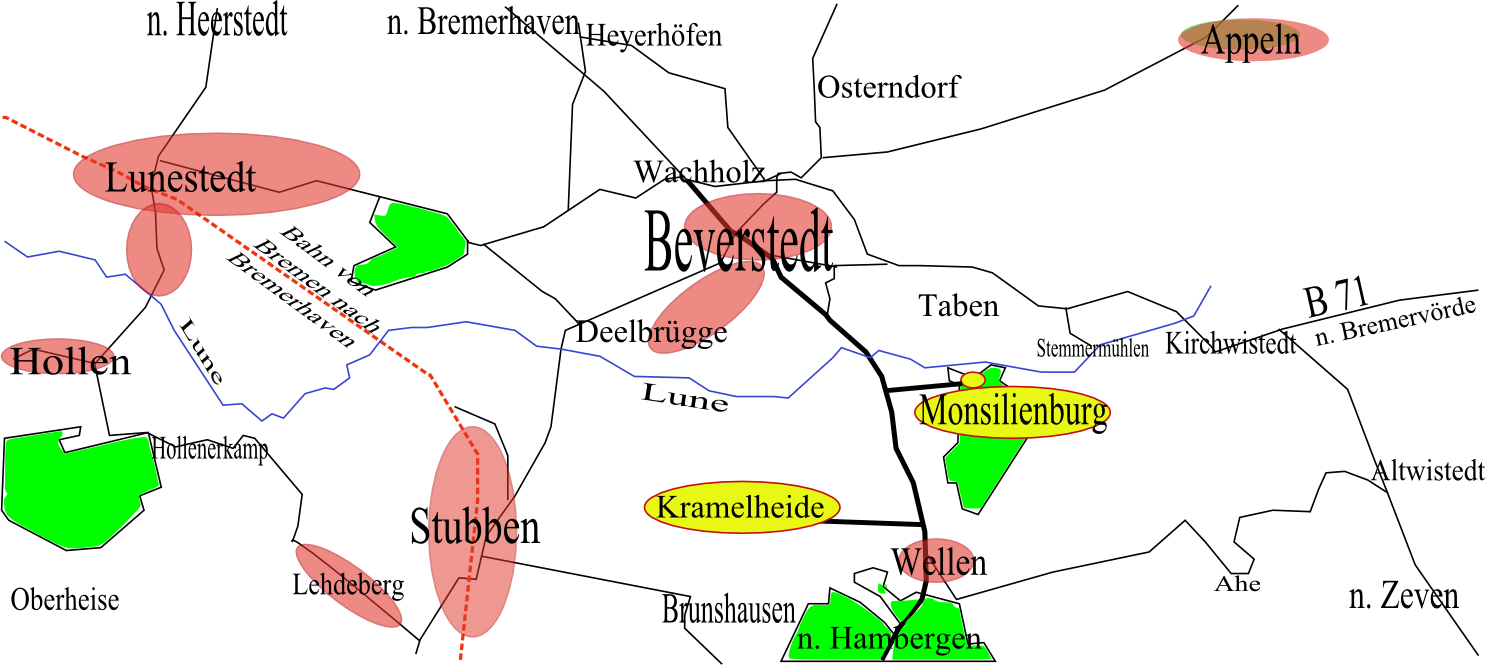
Lageplan der Monsilienburg

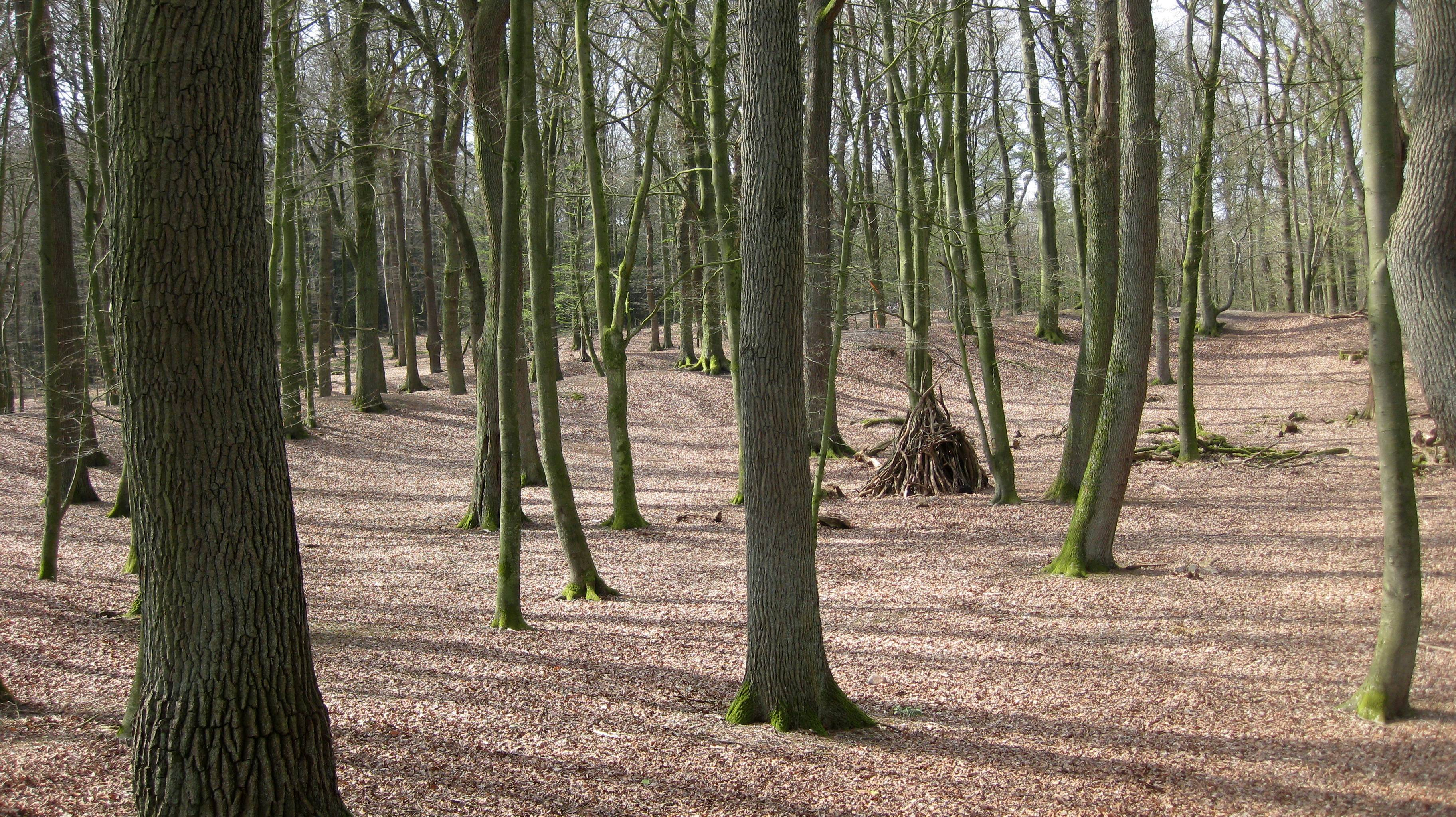
Der innere Burgraum ist heute bewaldet.

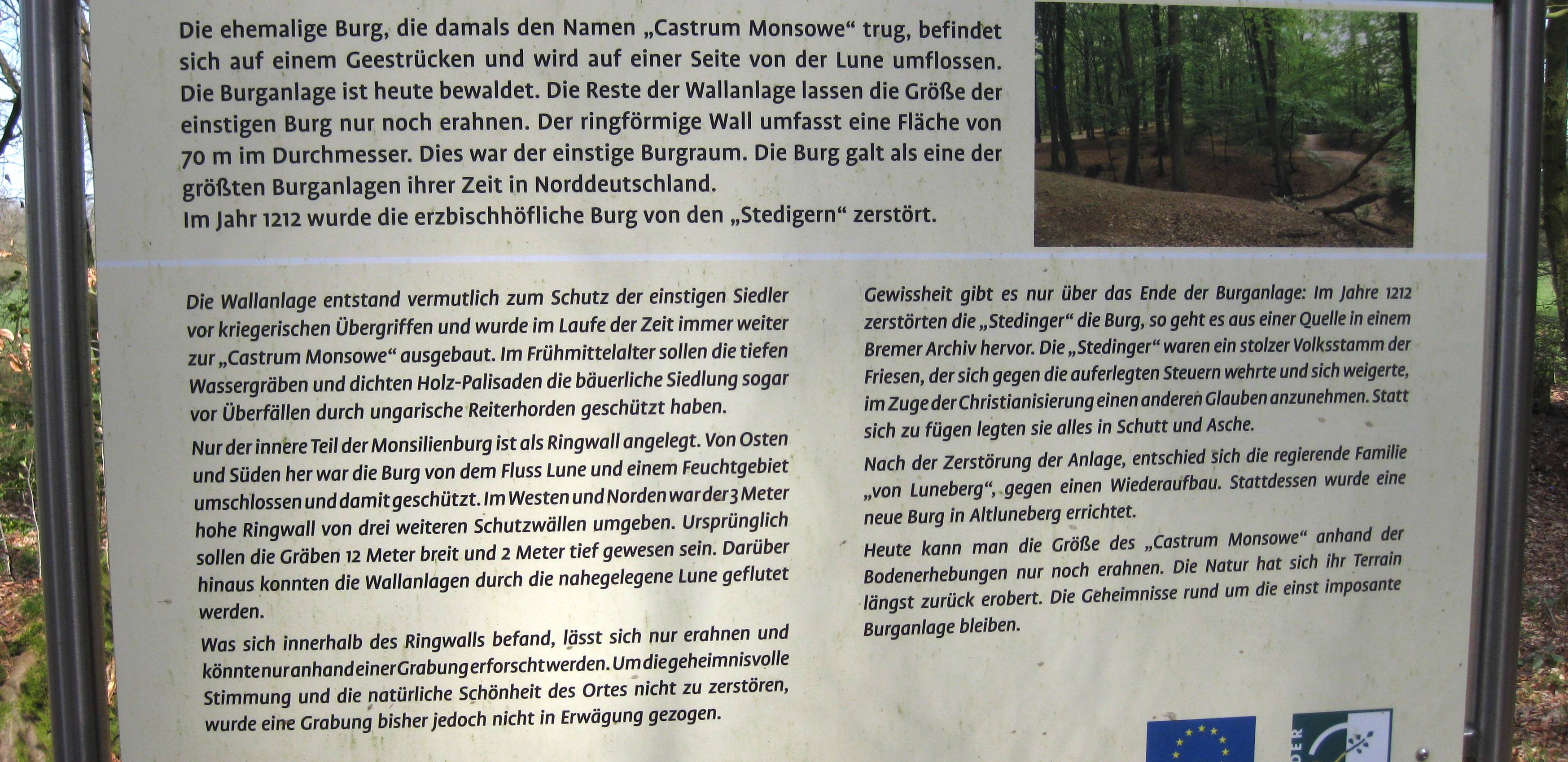
Informationstafel an der Monsilienburg

Durch die Bewaldung des Areals kann man heute nur noch erahnen, wie groß die einstige Burg gewesen sein muss, aber der zentrale Ringwall umschließt eine quadratische Fläche von etwa 70 Metern Seitenlänge, die den Burgraum darstellte. Daher galt die Monsilienburg als eine der größten Burganlagen ihrer Zeit im Norden Deutschlands.
Die Burganlage lag ursprünglich auf einer von der Lune umflossenen Geestzunge. Die Burg besitzt einen viereckigen Grundriss von 70 × 70 m. Der Hauptwall wies im Jahr 1905 eine Breite von 21 m und eine Höhe von 3,20 m auf, ihm vorgelagert war nach einer 5 m breite Berme ein 12 m breiter und 2 m tiefer Graben. Auf der West- und der Nordseite bestand eine zusätzliche Sicherung durch jeweils drei Vorwälle mit Gräben. Die Wälle erhoben sich im Jahr 1906 noch 1,5 bis 2,5 m über die Grabensohlen. Die Ost- und Südseite war durch die sumpfige Niederung der Lune geschützt. Die einzige Lücke in der Befestigung befindet sich im Südwesten, dort ist der Eingang zu vermuten. In diesem Bereich könnte ein Abschnittswall im Vorgelände auf eine ehemalige Vorburg verweisen.
Die Anlage wird mit einer aus der historischen Überlieferung bekannten Burg des Erzstifts Bremen identifiziert, die den Namen Castrum monsowe trug. Durch die nahegelegene Lune konnte die Wallanlage geflutet werden und bot so einen fast unüberwindbaren Schutz. Das Jahr der Erbauung ist unbekannt, eine Urkunde belegt jedoch, dass die Stedinger und Osterstader 1212 das Castrum monsowe zerstörten.

„Die Wallanlage entstand vermutlich zum Schutz der einstigen Siedler. Im Frühmittelalter sollen die tiefen Gräben und Holzpalisaden die bäuerliche Siedlung vor Überfällen durch ungarische Reiterhorden geschützt haben.
... Was sich innerhalb des Ringwalls befand, lässt sich nur erahnen und könnte anhand einer Grabung erforscht werden.
... Nach der Zerstörung der Anlage entschied sich die regierende Familie ‚von Luneberg‘ gegen einen Wiederaufbau. Stattdessen wurde eine neue Burg in Altluneberg errichtet.“

Der frühere Ortsheimatpfleger von Beverstedt Hans Mindermann meint, dass die Monsilienburg nicht wieder aufgebaut wurde, „weil die Bewirtschaftung einer derart großen Burganlage viel zu teuer und aufwändig war“. Es gibt auch eine Sage über die Monsilienburg. Darin ist die Rede von Raubrittern, die eine Jungfrau aus Beverstedtermühlen raubten.
Heute ist die Monsilienburg ein Ausflugsziel.